# Timorflugsnappare
Timorflugsnappare (Ficedula timorensis) är en fågel i familjen flugsnappare inom ordningen tättingar.

## Utseende och läte
Timorflugsnapparen är en distinkt liten flugsnappare med mörkt huvud, bjärt roströd sadel på ryggen och vit undersida med ett prydligt avgränsat svart band. Honan är mattare i färgerna än hanen, med mörkgrå snarare än svart huvud och tunnare bröstband. Sången är mycket ljus, en serie med cirka fem visslade toner som inleds med en lång ton och avslutas abrupt med kortare och mörkare visslingar. Bland lätena hörs mjuka men raspiga "grrr-grrr-grrr". 

## Utbredning och systematik
Fågeln förekommer på Timor i östra Små Sundaöarna. Den behandlas som monotypisk, det vill säga att den inte delas in i några underarter.

## Levnadssätt
Timorflugsnapparen hittas i tät undervegetation i skog i låglänta områden och förberg. Den är en skygg fågel som ses enstaka eller i par.

## Status och hot
Arten har ett stort utbredningsområde, men tros minska i antal, dock inte tillräckligt kraftigt för att den ska betraktas som hotad. Internationella naturvårdsunionen IUCN listar arten som livskraftig (LC).